# Staatliche Studienakademie Breitenbrunn

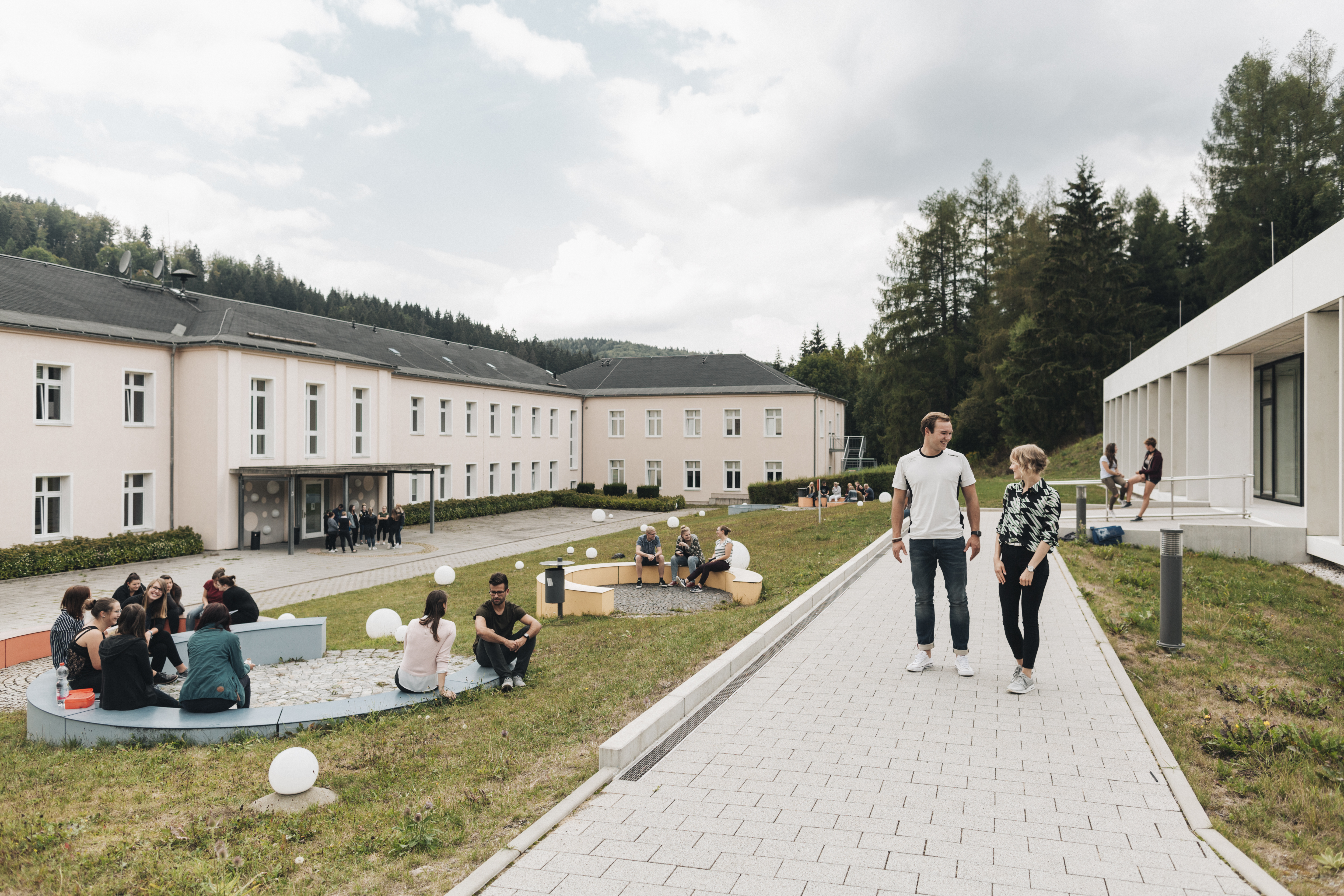
Campus der Staatlichen Studienakademie

Die Staatliche Studienakademie Breitenbrunn ist einer der sieben Standorte der Dualen Hochschule Sachsen. Zurzeit studieren über 400 Studierende in den dualen Bachelor-Studiengängen Soziale Arbeit und Internationales Tourismusmanagement in Breitenbrunn. Nach erfolgreichen dreijährigen Studium wird der akademische Grad „Bachelor of Arts“ (B.A.) verliehen. Perspektivisch sollen auch duale Masterstudiengänge angeboten werden.
Besondere Kennzeichen des dualen Studiums an der Dualen Hochschule Sachsen sind: Kompaktstudium in drei Jahren, starke Theorie-Praxis-Verknüpfung, praxisnahe Studiengänge, erster berufsqualifizierender Abschluss (Bachelor of Arts, B.A.), Studienvergütung für die Studierenden vom Praxispartner, Studenten sind sozialversichert, sehr hohe Übernahmequote direkt nach Studienabschluss.

## Historie
Die Tradition des Standortes als Bildungsstandort geht auf die 1950er Jahre zurück. Im Jahr 1956 wurde in Breitenbrunn das „Institut für Gangerzbergbau“ gegründet. An der am Institut angesiedelten Ingenieurschule wurden zunächst Bergbauingenieure ausgebildet. Im Jahr 1962 wurde das Institut umbenannt zur „Bergingenieurschule Breitenbrunn“. Fünf Jahre später erfolgte wiederum die Umbenennung in „Ingenieurschule für Maschinenbau Breitenbrunn“. Zusätzlich zu den Bergbauingenieuren wurden nun auch Maschinenbauingenieure hier ausgebildet. Im Jahr 1983 wurde die Ingenieurschule dann in die damalige Technische Hochschule Karl-Marx-Stadt (heute TU Chemnitz) eingegliedert („Ingenieurschule für Maschinenbau an der Technischen Hochschule Karl-Marx-Stadt, Sitz: Breitenbrunn“). Im selben Jahr wurde die Sektion Berufspädagogik der TH Karl-Marx-Stadt an der ehemaligen Ingenieurschule für Maschinenbau Breitenbrunn eingerichtet. Seit 1993 ist die Staatliche Studienakademie Breitenbrunn nach einer Pilotphase ein eigenständiger Standort der Berufsakademie Sachsen. Am Standort Breitenbrunn werden heute praxisintegrierte duale Bachelor-Studiengänge in den Studienbereichen „Sozial- und Gesundheitswesen“ (Bachelor-Studiengang Soziale Arbeit mit mehreren Studienrichtungen) und „Wirtschaft“ (Bachelor-Studiengang Internationales Tourismusmanagement, vormals Tourismuswirtschaft) angeboten. Zum 1. Januar 2025 wurde die Berufsakademie Sachsen zur Dualen Hochschule Sachsen (DHSN) umgewandelt und damit auch die Staatliche Studienakademie Breitenbrunn zum Hochschulstandort.

## Studium

### Studiengänge
- Begleitung von Menschen mit Behinderung
- Bildung und Erziehung in der Kindheit
- Hilfen zur Erziehung
- Internationales Tourismusmanagement
- Jugendarbeit/Jugendsozialarbeit
- Soziale Dienste
- Soziale Gerontologie

### Zugangsvoraussetzungen
Zugangsvoraussetzung ist ein Ausbildungsvertrag mit einem geeigneten Unternehmen, dabei helfen die Mitarbeiter der Studienakademie bei der Vermittlung von Firmenkontakten. Voraussetzung ist ebenfalls entweder die allgemeine Hochschulreife oder die Fachhochschulreife oder die fachgebundene Hochschulreife, oder ein Abschluss als Meister. Zusätzlich besteht für Bewerberinnen und Bewerber mit einer mindestens dreijährigen staatlich geregelten Berufsausbildung die Möglichkeit, ohne Abitur ein fachgebundenes Studium nach Zugangsprüfung und/oder Beratungsgespräch aufzunehmen (§ 18 Art. 6a SächsHSG).

### Studienablauf
Grundlage für das Studium an der Akademie ist ein Studienvertrag mit einem anerkannten Praxispartner. Abgesehen davon, dass durch ihn eine Studienvergütung gezahlt wird, kennen die Absolventen bei der Bewerbung um einen Arbeitsplatz bereits die Unternehmensabläufe und sind somit in der Lage, schnell abrechenbare Ergebnisse zu liefern. Dies kann zu einer Bevorzugung im Bewerbungsprozess führen. Die Praxispartner übernehmen selber 80 bis 100 Prozent der Absolventen in ein festes Arbeitsverhältnis. In dualen Studiengängen wechseln wissenschaftlich-theoretische Studienabschnitte an der Studienakademie mit praxisintegrierenden Abschnitten im Unternehmen. Studienbeginn ist immer der 1. Oktober des Jahres. Bereits nach sechs Semestern kann das Studium mit einem Bachelor-Abschluss erfolgreich beendet werden. Die hohe Erfolgsquote beim Erreichen des Studienzieles resultiert aus der engen Bindung der Studierenden an die Praxispartner. Die Modularisierung und die Vergabe von Credit-Points machen Leistungen auch international vergleichbar.

### Studienfinanzierung
In Sachsen werden keine Studiengebühren erhoben. Studierende erhalten in der Regel eine Studienvergütung vom jeweiligen Praxispartner. Das Studium an der Dualen Hochschule Sachsen ist außerdem ein nach dem BAföG förderungsfähiges Studium.

## Campusbibliothek
Die Campusbibliothek in Breitenbrunn verfügt über einen Medienbestand von ca. 30.000 Printmedien, 115 gedruckten laufenden Periodika und 10 Loseblattsammlungen sowie ca. 50.000 E-Books und 12 lizenzpflichtigen Datenbanken mit wirtschafts- und sozialwissenschaftlichen Inhalten (Stand: 31. Dezember 2018). Die Bibliothek steht den Studierenden, Dozierenden und anderen Interessenten für Ausleihe, Beratung und Recherche zur Verfügung. In der Bibliothek befinden sich 34 Lese- und Arbeitsplätze, davon 14 PC-Arbeitsplätze mit Internetzugang und 3 Rechercheterminals. Druck- und Kopiertechnik sowie ein Buchscanner können genutzt werden.

## Bekannte Lehrende
- Sabine Engelmann, Professorin im Studienbereich Wirtschaft (Internationales Tourismusmanagement)
- Samuel Jahreiß, Professor im Studiengang Soziale Arbeit (Bildung und Erziehung in der Kindheit)
- Anton Schlittmaier, Direktor der Staatlichen Studienakademie Breitenbrunn
- Philipp Seitz, Professor im Studiengang Soziale Arbeit (Theorien der Sozialen Arbeit)
- Carola Sommer, Professorin im Studiengang Soziale Arbeit (Soziale Gerontologie)
- Sandra Zabel, Professorin im Studiengang Soziale Arbeit (Jugendarbeit/Jugendsozialarbeit)